# Autobahn 15 (Belgien)
Die belgische Autobahn 15, französisch Autoroute 15, niederländisch Autosnelweg 15 genannt, beginnt in Liège und endet in Houdeng. Ihre Gesamtlänge beträgt mehr als 100 km.

## Verlauf
Die A15 beginnt am Autobahnkreuz Loncin und führt über den Lütticher Flughafen zum Autobahndreieck Houdeng-Goegnies, wo sie in die A7 einmündet, die nach Paris bzw. Lille und nach Brüssel führt. Sie ist eine wichtige europäische Ost-West-Verbindung zwischen Belgien, Deutschland, Frankreich und dem Vereinigten Königreich.

## Geschichte
Die A15 wurde beim Bau in fünf Abschnitte unterteilt, die innerhalb von fünf Jahren fertiggestellt wurden:
| Abschnitt                  | Eröffnung         |
| -------------------------- | ----------------- |
| Le Rœulx (A7) – Manage     | 20. Dezember 1967 |
| Manage – Fleurus           | 1968              |
| Fleurus – Sambreville      | 1971              |
| Sambreville – Flémalle     | Dezember 1972     |
| Flémalle – Loncin (A3/602) | 13. Dezember 1967 |

## Bilder

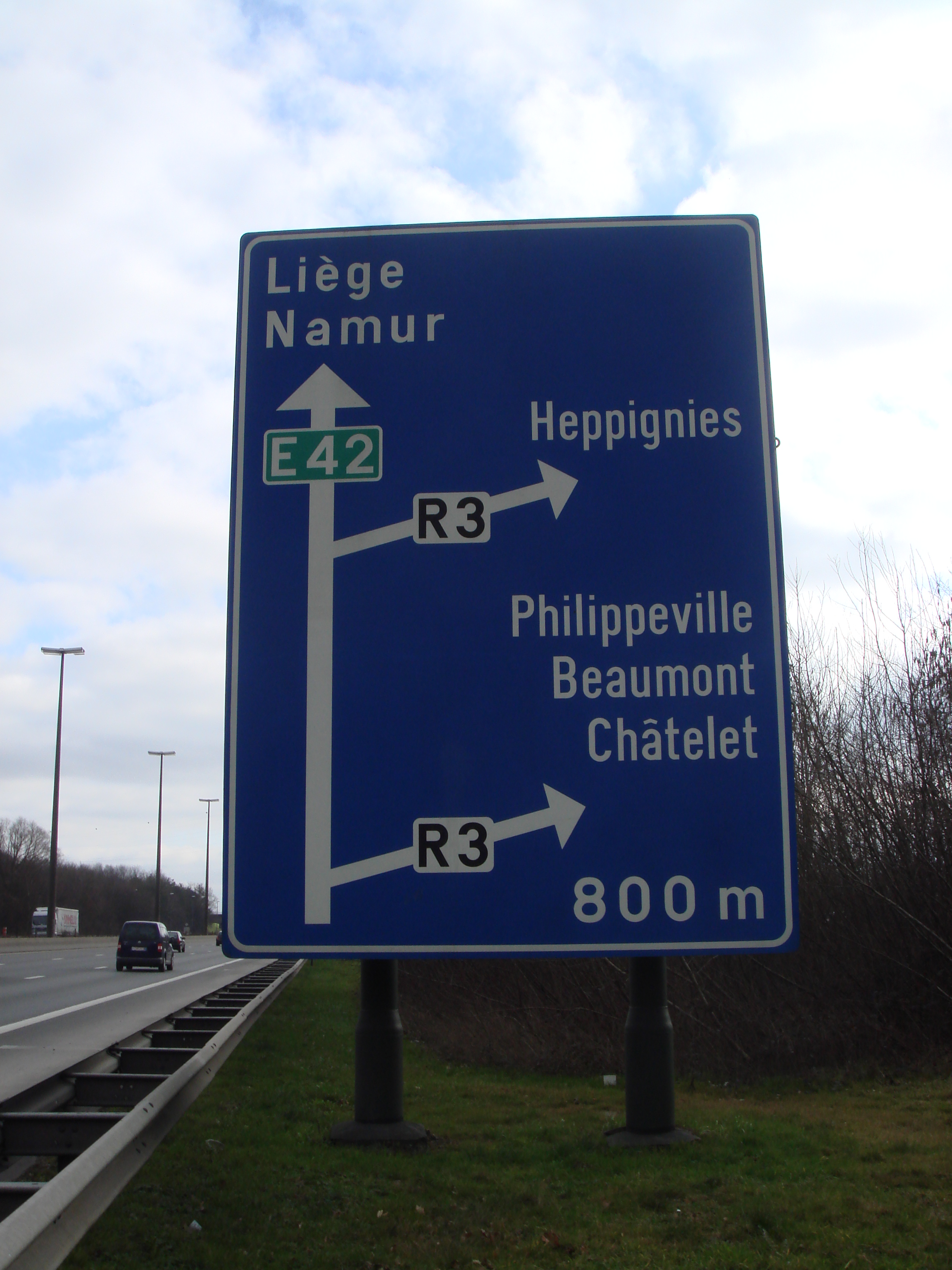
Autobahnkreuz Heppignies: A15/R3
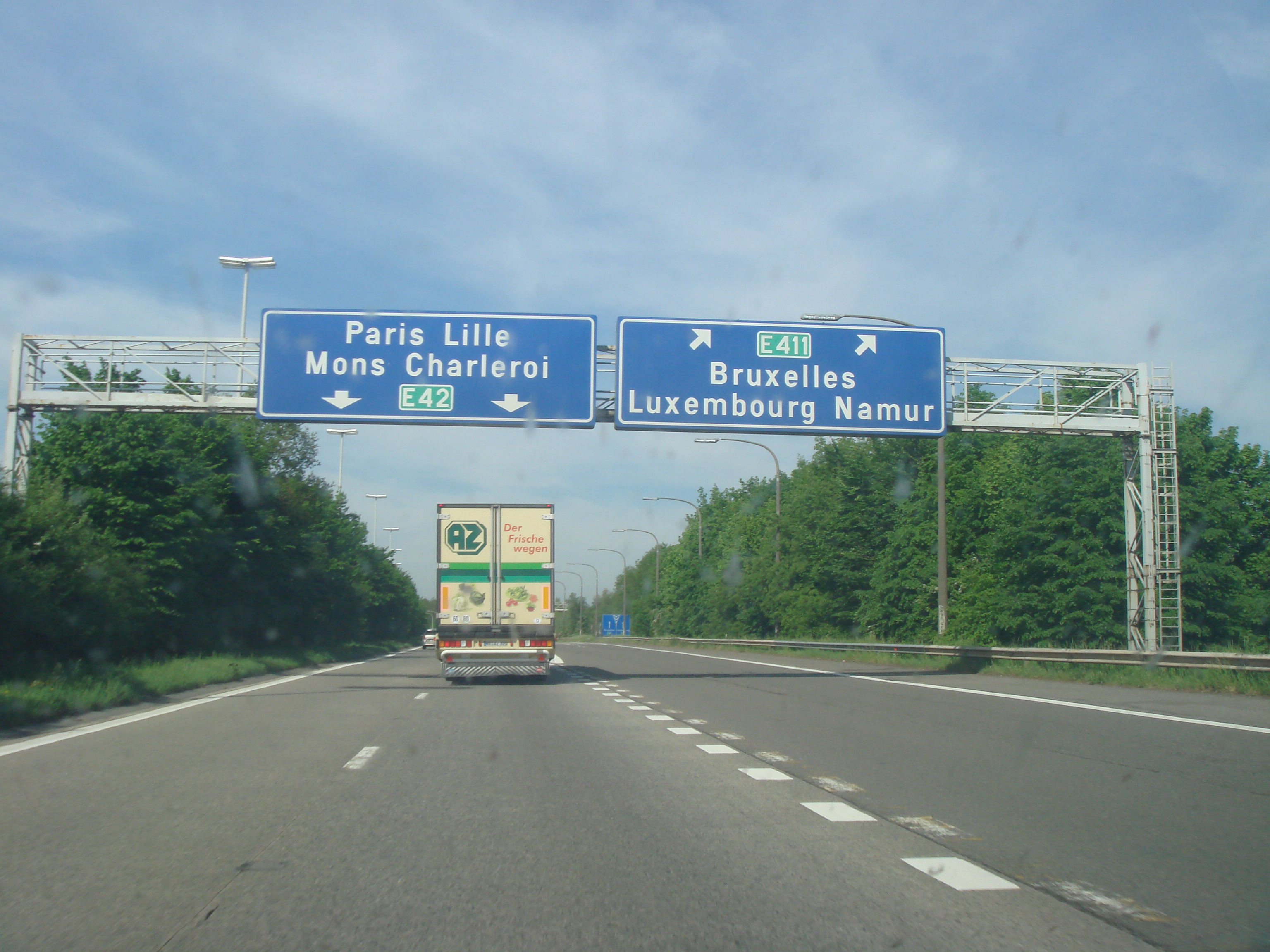
A15
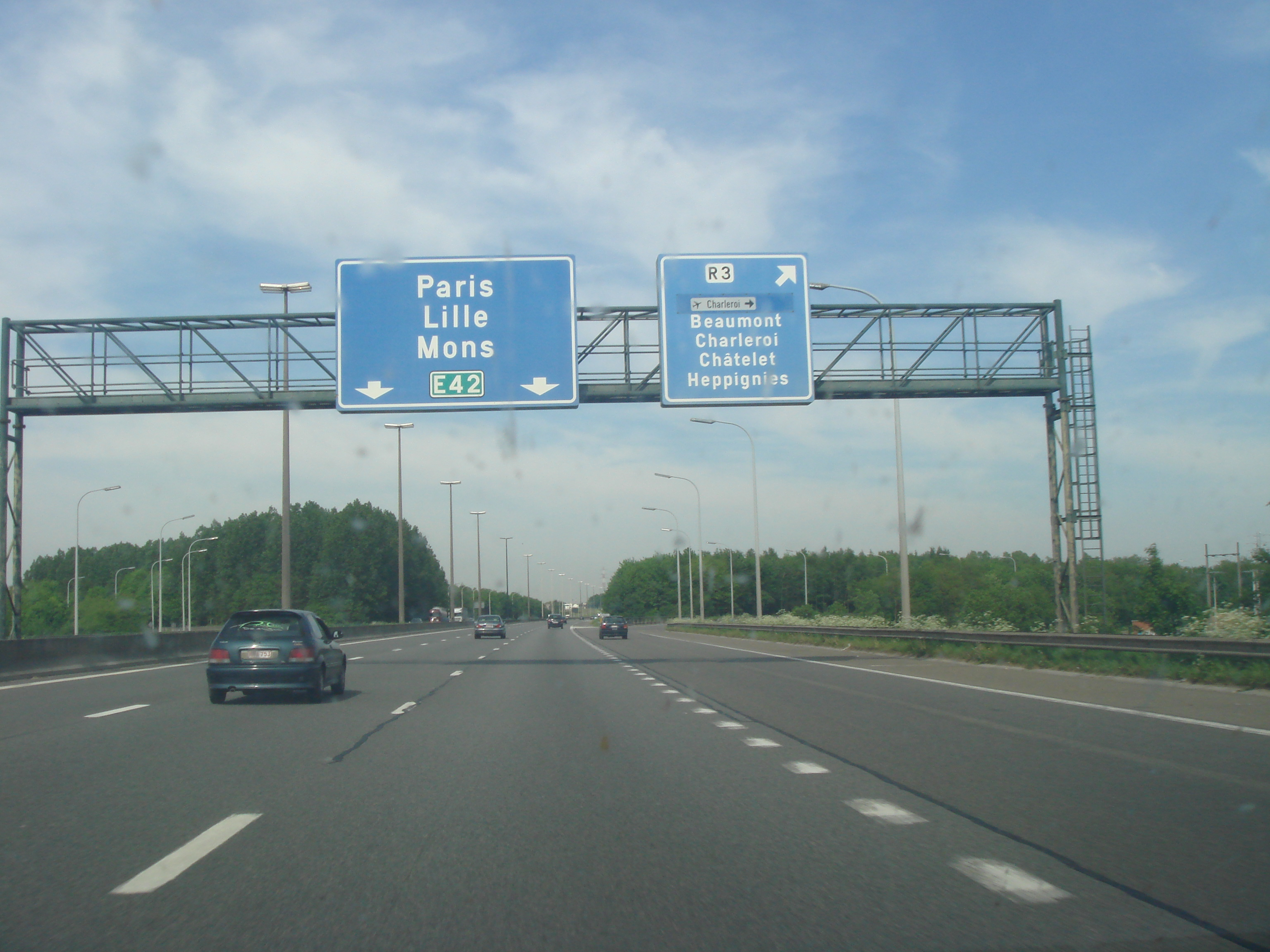
A15: Richtung Paris & Lille
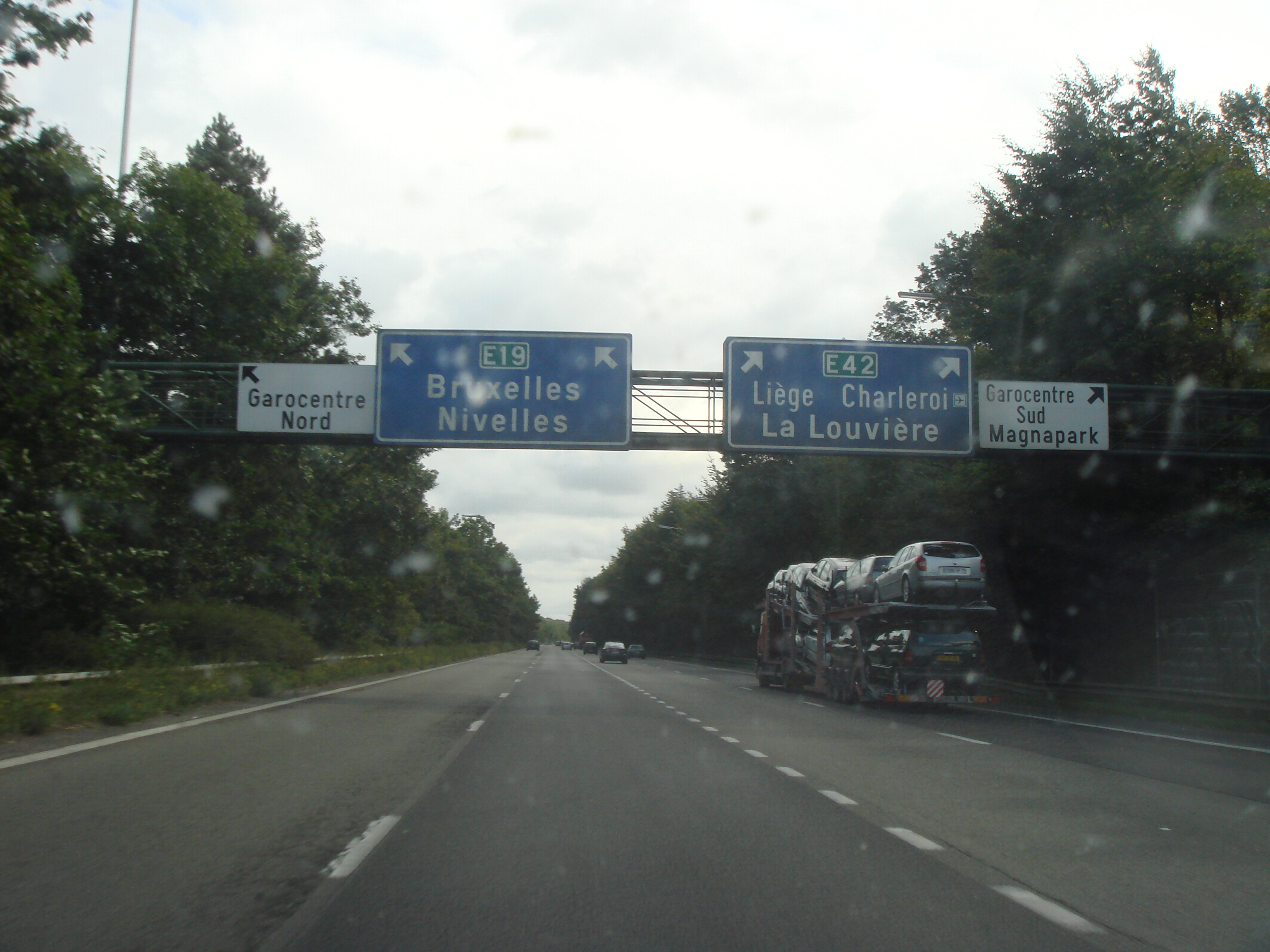
Ende der A15